# Wissenschaftsmagazin

Wissenschaftsmagazin est une émission de radio suisse diffusée depuis 2007 sur Radio SRF 2 et SRF 4 News. L’émission propose chaque semaine des reportages sur les chercheurs et leurs dernières découvertes.

## Historique
En 2025, la direction de SRF a annoncé la suppression de l'émission à partir de 2026. SRF a invoqué plusieurs raisons pour justifier cette décision, notamment le fait que le public préfère des formats plus courts et que SRF 2 Kultur se concentre davantage sur les thèmes culturels classiques. Toutefois, l’équipe de l’émission a révélé que cette décision était fondée sur un sondage comptant seulement 24 participants.
Cette annonce a suscité de vives critiques, notamment dans le milieu scientifique. Dans une lettre ouverte, des signataires comme l’astrophysicienne Kathrin Altwegg et le climatologue Reto Knutti ont mis en garde contre un affaiblissement du journalisme scientifique, qui pourrait favoriser la diffusion de fausses informations et accentuer la polarisation de la société. La décision a également provoqué des protestations au sein de SRF. Cependant, la direction a supprimé les publications critiques des employés après son intervention, un acte qui a attiré une large attention médiatique,,.